# Wibault 12 Sirocco
El Wibault 12 Sirocco o Wib 12 Sirocco fue un avión de caza biplaza con ala parasol diseñado y construido en Francia en la década de 1920. Se completaron tres prototipos de caza: uno para la RAF y dos variantes de cooperación con el Ejército. No hubo producción en serie.

## Diseño y desarrollo
El Wib 12 Sirocco, un caza monomotor, biplaza y con ala en parasol, fue un desarrollo estructuralmente muy revisado del Wib 8 Simoun, de configuración similar, que pasaron por las instalaciones de Avions Marcel Wibault con menos de un mes entre sus vuelos inaugurales. Eran externamente muy similares, pero la estructura más refinada del Wib 12 lo hacía más robusto y un 12 % más ligero que su predecesor. Un cambio importante fue el reemplazo de los largueros de caja del Wib 8 por otros de sección en I.
El diseño general seguía al de la familia de cazas monoplaza y biplaza de Wibault, el Wib 3, el Wib 7, el Wib 8 y el Wib 9, pero en detalles externos era más parecido al Wib 8. Era un avión totalmente metálico, con una estructura mayoritariamente de duraluminio y recubierta de estrechas tiras de aluminio aplicadas longitudinalmente. El ala en parasol tenía bordes rectos y una cuerda constante, arriostrada al fuselaje inferior por un par de puntales paralelos a cada lado, que se unían al ala aproximadamente a la mitad de su envergadura. El Wib 12 tenía un nuevo par de puntales auxiliares que iban desde los puntales principales del ala hasta la parte inferior de la misma para fortalecerla. Había puntales de cabaña sobre el fuselaje y un recorte en el borde de fuga del ala, sobre la cabina del piloto, para mejorar su visibilidad. Un par de  ametralladoras Vickers de 7,7 mm sincronizadas fijadas al fuselaje disparaban hacia delante a través del arco de la hélice; además, la cabina trasera estaba equipada con un par de ametralladoras Lewis del mismo calibre en un anillo Scarff. Cerca de la parte superior del fuselaje estaba montado el plano de cola, junto con un empenaje angular y un timón.
El motor del Wib 12, el mismo V-12 Hispano-Suiza 12Hb de 373 kW (500 hp) refrigerado por agua utilizado por el Wib 8, estaba totalmente encerrado y accionaba una hélice bipala. Se refrigeraba mediante un radiador semicilíndrico retráctil situado en la parte inferior del fuselaje, en la parte trasera del motor. Por detrás del motor, el fuselaje tenía los lados planos. El caza poseía un tren de aterrizaje convencional fijo con ruedas principales en un eje dividido unido a la parte inferior del fuselaje, sostenido por un par de puntales en V; existía un pequeño patín de cola.
El Wib 12 y el Wib 121 (primer y segundo prototipos) volaron por primera vez en mayo de 1926. Este último era aproximadamente un 8 % más rápido en un ascenso a 4000 m (13 125 pies) que el más pesado Wib 8.  El tercer avión, el Wib 122, fue construido para Vickers Aircraft, con quien Wibault compartía patentes y diseños colaborativos. Le instalaron un motor W-12 Napier Lion XI de 410 kW (550 hp) y lo designaron como Vickers Type 127. Para evitar la bancada central de cilindros, las armas Vickers se trasladaron de la parte superior del fuselaje a los laterales. Su programa de pruebas se vio interrumpido por continuos problemas de sobrecalentamiento del motor.
Cuando el Service Technique de l'Aéronautique (STAé, Departamento Técnico de Aeronáutica) canceló la especificación del caza biplaza en 1926, el desarrollo posterior por parte de Wibault también finalizó; aunque el Wib 121 participó en una demostración de ventas en Turquía en 1928, no se obtuvieron pedidos. En lugar de ello, la compañía intentó desarrollar el diseño para convertirlo en un avión biplaza de reconocimiento y cooperación con el ejército. El Wib 124 modificaba su armamento, sin armas en las alas y sólo una ametralladora Vickers sincronizada montada en el fuselaje, pero con una ametralladora Lewis ventral añadida. El Wib 125 tenía el mismo armamento, pero estaba propulsado por un motor V-12 Renault 12Jc de 373 kW (500 hp) refrigerado por agua. Una vez más, no hubo pedidos.

## Variantes

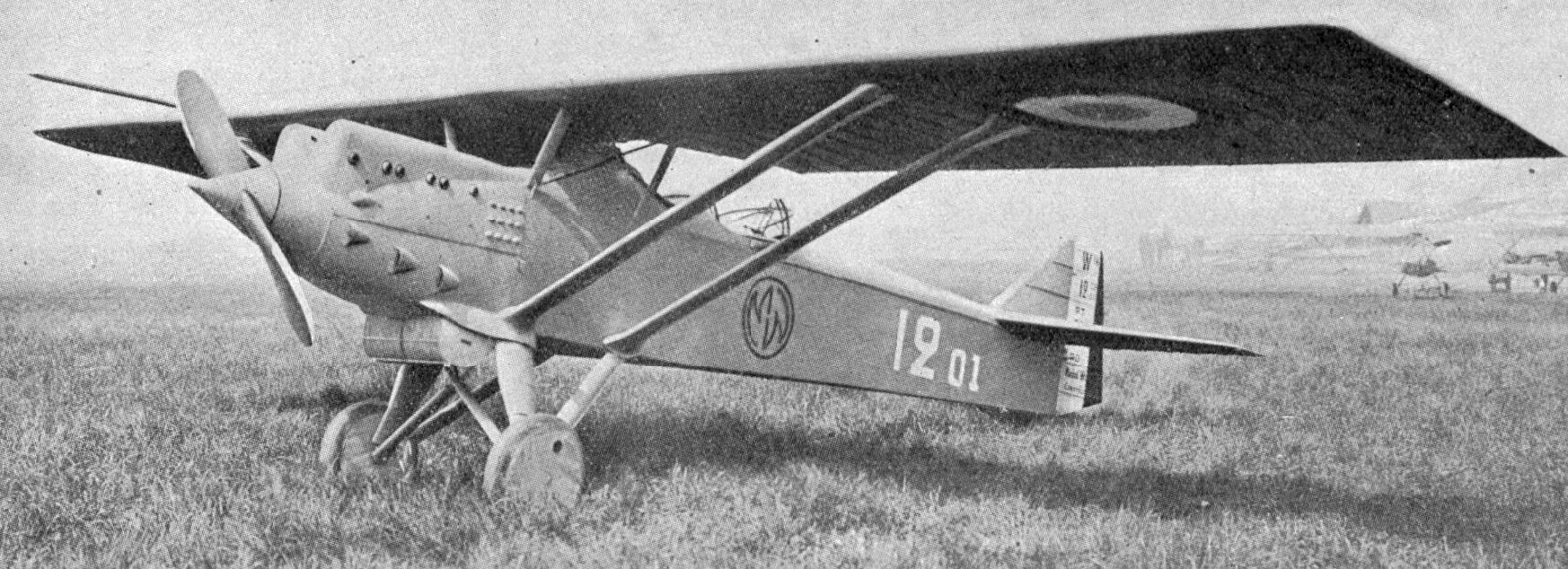
Foto del Wibault 12 en L'Aéronautique de octubre de 1927.

C = Chasseur (caza); A = Ejército; 2 = biplaza. Sólo un ejemplar de cada variante.
Wib 12 Sirocco C.2
Primer prototipo, sólo armas en el fuselaje y el asiento trasero.
Wib 121 Sirocco C.2
Segundo prototipo, armas añadidas en las alas.
Wib 122 Sirocco C.2
Un avión construido como Vickers Type 127.
Wib 124 A.2
Versión de cooperación con el ejército. No tenía armas en las alas y sólo una Vickers sincronizada en la parte superior del fuselaje, pero se le añadió una Lewis ventral.
Wib 125 A.2
Versión de cooperación con el ejército. Motor V-12 Renault 12Jc de 373 kW (500 hp) refrigerado por agua, mismo armamento que el Wib 124.
Vickers Type 127
El único Wib 122 Sirocco C.2 construido para Vickers, que reemplazó el motor Hispano por un W-12 Napier Lion XI de 410 kW (550 hp). Vickers lo denominó Vickers Type 127; su matrícula de la RAF fue J9029.

## Especificaciones (Wib 121 C.2)
Referencia datos: The Complete Book of Fighters, Jane's all the World's Aircraft 1928

### Características generales
- Tripulación: Dos (piloto y artillero)
- Longitud: 9,4 m (31 ft) (122 C.2: 9,09 m)
- Envergadura: 12,7 m (41,5 ft)
- Altura: 3,2 m (10,3 ft)
- Superficie alar: 29,6 m² (318,9 ft²)
- Peso vacío: 1212 kg (2671,2 lb) (122 C.2: 1234 kg)
- Peso cargado: 2050 kg (4518,2 lb) (122 C.2: 2085 kg)
- Planta motriz: 1× motor lineal V12 refrigerado por agua Hispano-Suiza 12Hb (122 C.2: Napier Lion XI W12 de 410 kW (550 hp) refrigerado por agua).
  - Potencia: 370 kW (510 HP; 503 CV)
- Hélices: Bipala de paso fijo

### Rendimiento
- Velocidad máxima operativa (Vno): 242 km/h (150 MPH; 131 kt) a 3000 m (9840 pies)
- Techo de vuelo: 6200 m (20 341 ft)
- Carga alar: 70,5 kg/m² (14,4 lb/ft²) (122 C.2: 70,5 kg/m2 (14,4 lb/sq ft))
- Tiempo a altitud: 14,15 min 33 s para 4000 m (13 125 pies)

### Armamento
- Ametralladoras: 

  - 2x Darne de 7,7 mm frontal fija alar por fuera del arco de la hélice no sincronizada
  - 2x Vickers de 7,7 mm frontal fija en el fuselaje sincronizada
  - 2x Lewis de 7,7 mm flexible en anillo Scarff en cabina trasera

## Aeronaves relacionadas

### Secuencias de designación
- Secuencia Wib _ (interna de Wibault): ← Wib 9 - Wib 10 - Wib 10/II - Wib 12 Sirocco -  Wib 121 Sirocco - Wib 122 Sirocco -  Wib 123 -  Wib 124 Sirocco -  Wib 125 Sirocco -  Wib 130 Trombe -  Wibault 170 Tornade -  Wib 210 →
- Secuencia Numérica (interna de Vickers): ← 123 - 124 - 125 - 127 - 128 - 129 - 130 →